# Damien Wilkins

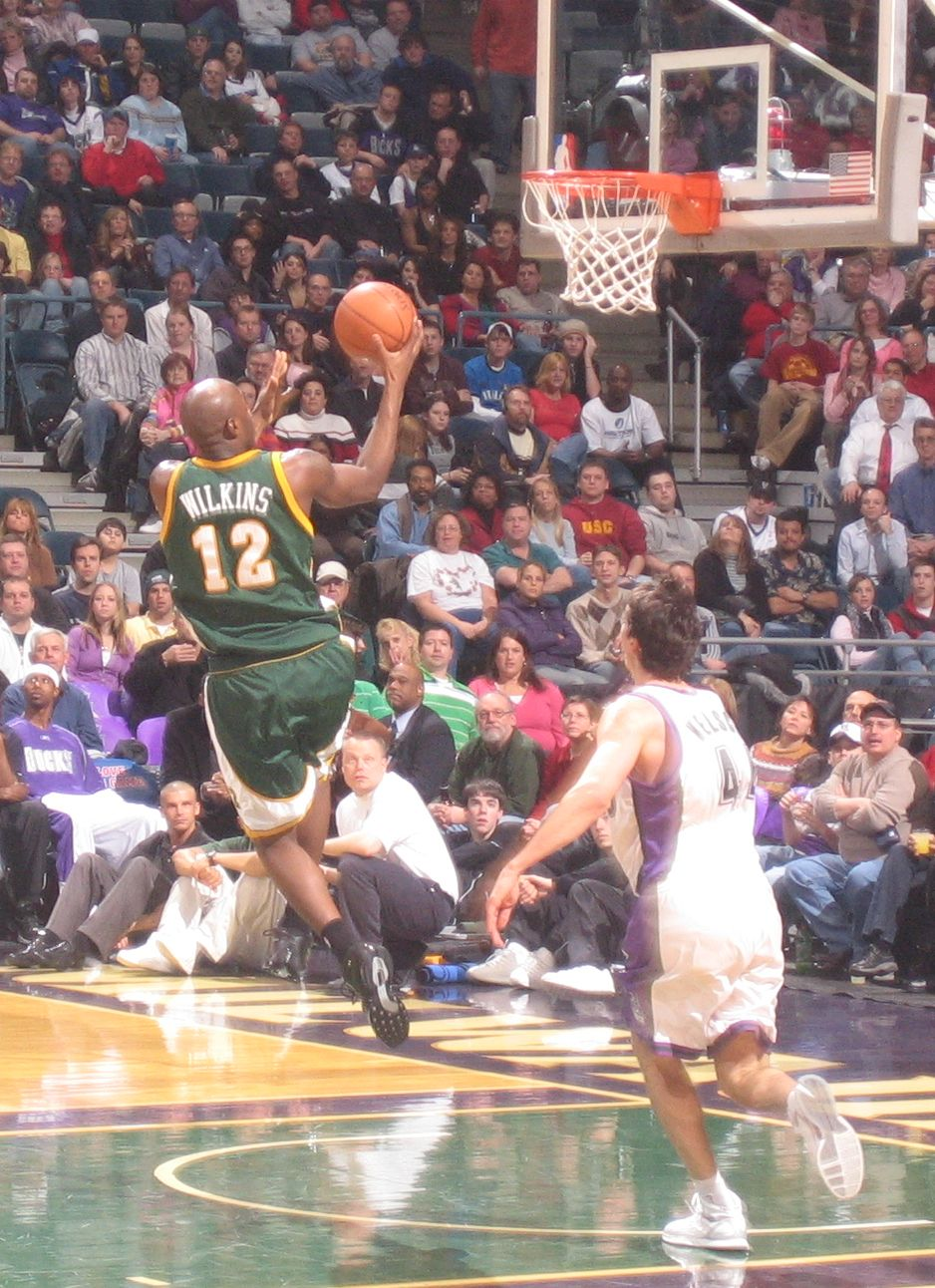
Wilkins w barwach Seattle SuperSonics.

Damien Lamont Wilkins (ur. 11 stycznia 1980 w Washington) – amerykański koszykarz, występujący na pozycjach rzucającego obrońcy oraz niskiego skrzydłowego, obecnie zawodnik Greensboro Swarm.
W 1999 wystąpił w meczu gwiazd amerykańskich szkół średnich - McDonald’s All-American.
Jest synem Geralda Wilkinsa, mającego za sobą występy w Knicks, Cavaliers, Grizzlies, Magic oraz bratankiem członka Koszykarskiej Galerii Sław im. Jamesa Naismitha - Dominique Wilkinsa.
25 października 2015 roku podpisał umowę z wenezuelskim zespołem Guaros de Lara. 31 października 2016 został zawodnikiem Greensboro Swarm.
15 sierpnia 2017 zawarł kontrakt z Indianą Pacers. 7 stycznia 2018 opuścił klub.

## Osiągnięcia
Stan na 11 lutego 2018, na podstawie, o ile nie zaznaczono inaczej.
NCAA
- Zaliczony do II składu turnieju konferencji Atlantic Coast (ACC – 2000)

Drużynowe
- Mistrz Ligi Amerykańskiej FIBA (2016)

Indywidualne
- MVP Ligi Amerykańskiej FIBA (2016)
- Uczestnik D-League All-Star Game (2015)
- Zaliczony do:
  - III składu D-League (2015)
  - składu honorable mention turnieju NBA D-League Showcase (2015)
- Zawodnik Tygodnia D-League (24.11.2014)

Reprezentacja
- Brązowy medalista igrzysk panamerykańskich (2015)